# کیث لی
کیث لی (انگلیسی: Keith Lee؛ زادهٔ ۸ نوامبر ۱۹۸۴) کشتی‌گیر کشتی حرفه‌ای اهل ایالات متحده آمریکا است. او در شوی راو کمپانی دبلیو دبلیو ای
با نام رینگی کیث لی کشتی می گیرد.
کیث لی برای نخستین بار در مه سال ۲۰۱۸ به کمپانی دبلیو دبلیو ای پیوست و در شوی ان اکس تی کشتی گرفت. او در این شو موفق به کسب عناوین قهرمانی ان اکس تی و قهرمانی آمریکای شمالی ان اکس تی شده است. او همچنین اولین مرد تاریخ دبلیو دبلیو ای محسوب می شود که توانسته به طور همزمان قهرمان عناوین ذکر شده در بالا شود. او در تاریخ اوت سال ۲۰۲۰ به مین راستر دبلیو دبلیو ای منتقل شد.
او در فیلم رویداد اصلی بازی کرده است.